# Europastraße 602
Die Europastraße 602 (kurz: E 602) ist eine insgesamt etwa 68 Kilometer lange Europastraße des Zwischennetzes, die in Frankreich die Städte La Rochelle und Saintes über Rochefort (Charente-Maritime) verbindet.

## Verlauf
Die Straße verläuft von Nordwesten nach Südosten; sie beginnt in La Rochelle an der Route nationale 11 (Europastraße 601) und folgt von dort zunächst der Route nationale 137, die als zweibahnige Schnellstraße ausgebaut ist, und nach Umfahrung von Aytré der Départementsstraße 137, bis sie am nordwestlichen Stadtrand von Rochefort in die Autoroute A837 übergeht, die Tonnay-Charente umgeht und schließlich nordwestlich von Saintes auf die Autoroute A10 (Europastraße 5) trifft.